# BMW i8
De BMW i8 is een door Adrian van Hooydonk ontworpen hybride auto, ontwikkeld door BMW. Het voertuig is een doorontwikkeling van een conceptmodel genaamd BMW Vision Efficient Dynamics uit 2009. Het voertuig is een plug-inhybride, naast 98 lithiumpolymeerbatterijcellen is er een driecilinder-benzinemotor met turbo. Dit geeft de i8 een totaalvermogen van 266 kW (362 PK), wat resulteert in een (elektronisch begrensde) topsnelheid van 250 km/u, en een actieradius van 600 km.
In 2010 kondigde BMW de massaproductie aan van de BMW Concept Vision EfficientDynamics in hun 'groene' fabriek in het Duitse Leipzig, met als startpunt de BMW i8 in 2013. De i8 is onderdeel van het "Project i" van BMW, en wordt in de markt gezet als een nieuw submerk - BMW i - dat afzonderlijk zal verkocht worden van BMW of Mini. De BMW i3 is het eerste model in die reeks, die beschikbaar is sinds eind 2013, gevolgd door de i8 in 2014 als het 2015-modeljaar. Andere i-modellen zullen nog volgen. De productieversie van de BMW i8 werd onthuld tijdens het Frankfurt Motor Show in 2013,.

## Pre-productie

### BMW Vision EfficientDynamics (2009)

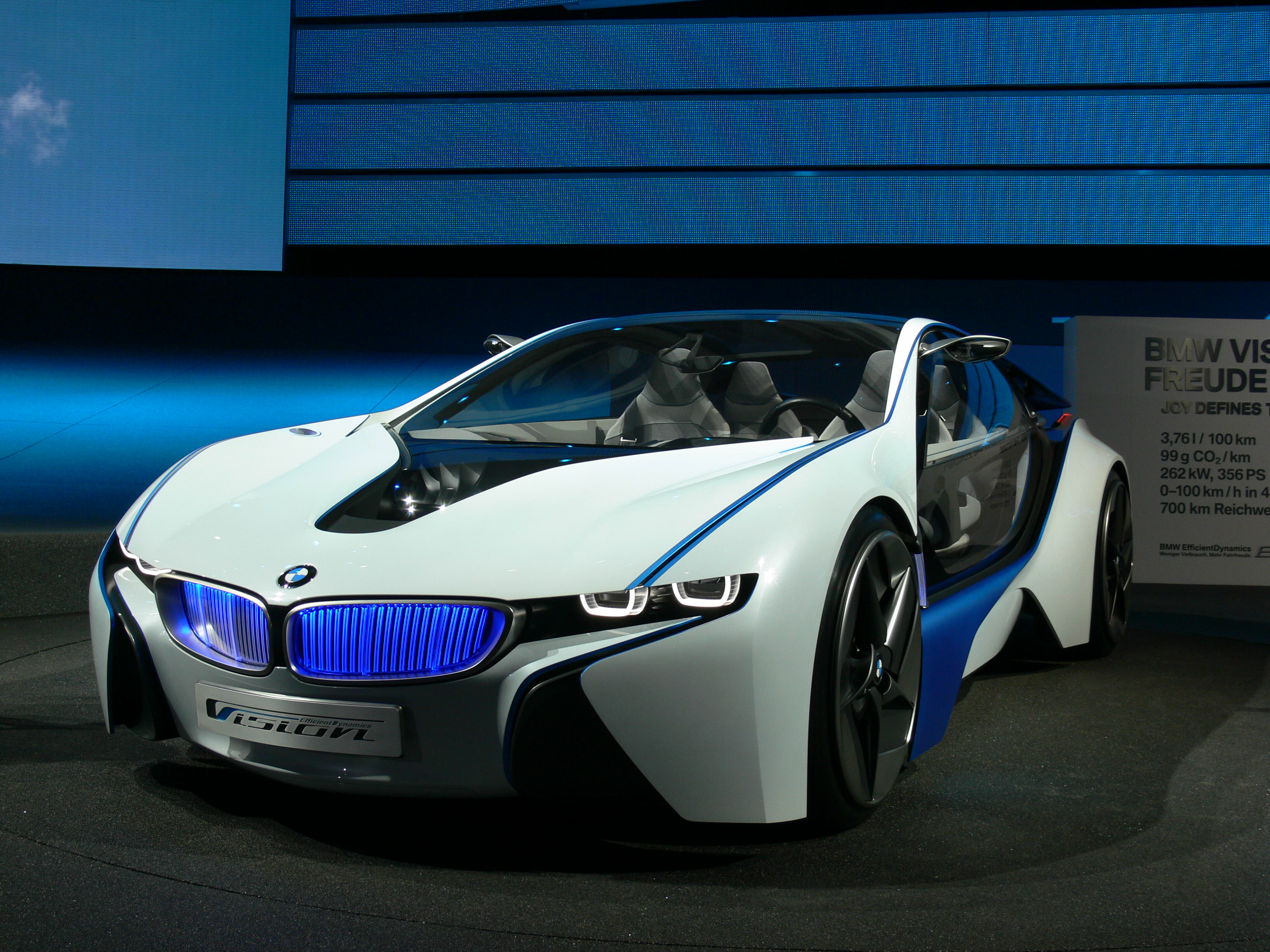
Onthulling van de BMW Vision EfficientDynamics conceptauto tijdens de Frankfurt Motor Show in 2009.

De BMW Vision EfficientDynamics-conceptauto is een plug-inhybride met een 3-cilinderturbobenzinemotor. Daarbovenop heeft hij twee elektromotoren met 139 pk. Het laat een versnelling toe naar 100 km/u in 4,8 seconden en een elektronisch begrensde topsnelheid van 250 km/u.
Volgens BMW bedraagt het gemiddelde brandstofverbruik in de EU-testcyclus (KV01) 3,76 liter/100 km, en heeft een CO2-uitstoot van 99 gram per kilometer (1,3l/100 km en 33g CO2/km; EU PHEV ECE - R101). Het geschatte volledig elektrisch bereik bedraagt 50 km en de 42-liter benzinetank breidt het totale voertuigbereik uit tot 700 km. Het lichtgewicht chassis is voornamelijk verwaardigd uit aluminium. De voorruit, het dak, de vleugeldeuren en de flanken zijn gemaakt van polycarbonaatglas. De body heeft een luchtweerstandscoëfficiënt van 0,26.
De ontwerpers verantwoordelijk voor de BMW Vision EfficientDynamics Concept waren Mario Majdandzic voor het exterieurdesign en Jochen Paesen voor het interieurdesign.
Het voertuig werd onthuld op de Frankfurt Motor Show in 2009, gevolgd door Beijing Auto Show in 2010.

### BMW i8 Concept (2011)

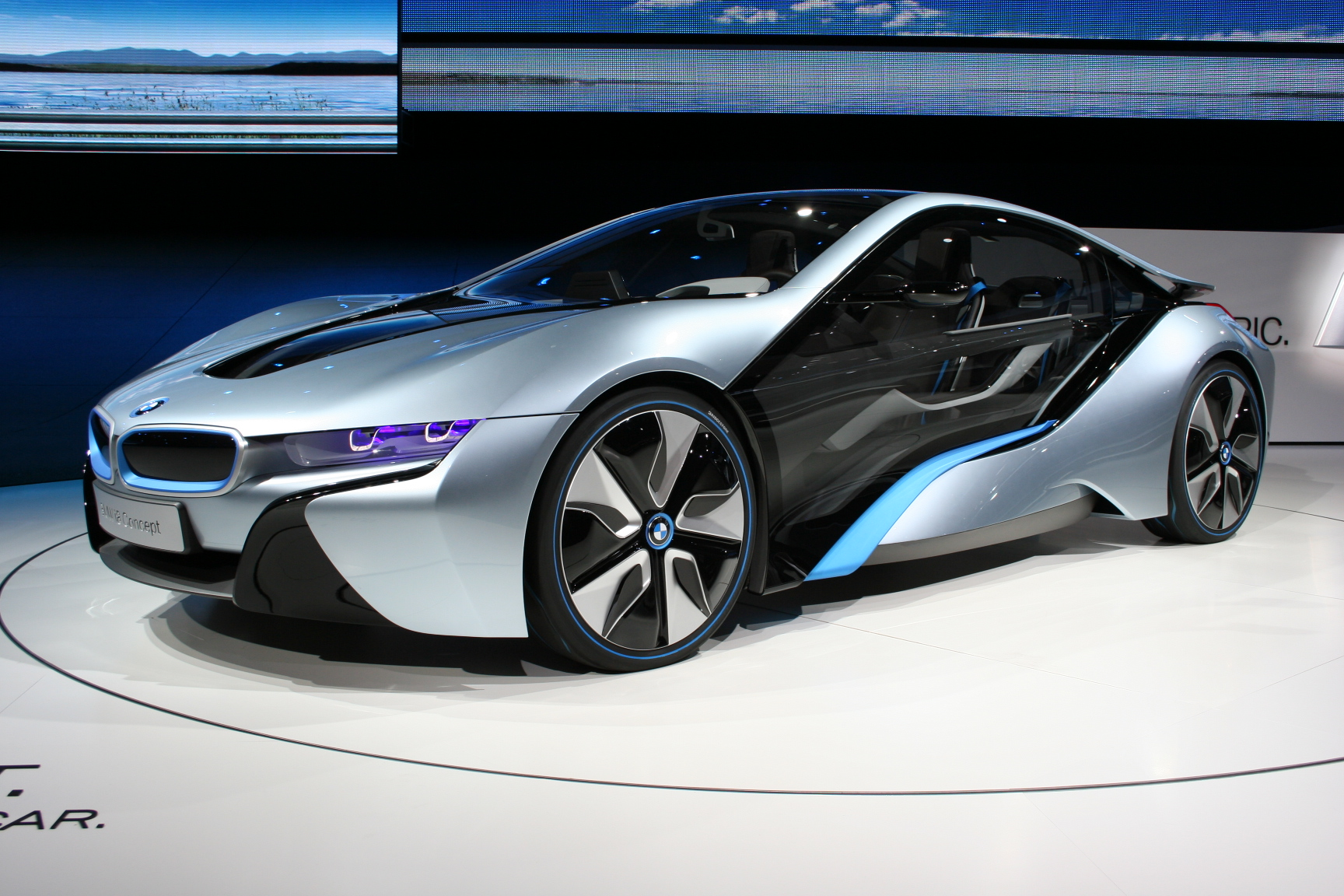
BMW i8 Concept tentoongesteld tijdens de Frankfurt Motor Show in 2011.

De elektrische BMW i8 Concept plug-inhybride auto bevat een 96 kW (131 pk, 250 Nm) sterke elektrische motor die de vooras aandrijft, terwijl de achteras aangedreven wordt door een BMW TwinPower Turbo 1,5-liter 3-cilinder benzinemotor met een maximumvermogen van 170 kW (231 pk) en een koppel tot 320 Nm.
Door de bijzondere LifeDrive-architectuur is het gewicht in de BMW i8 optimaal over de assen verdeeld. De elektromotor is op de vooras gepositioneerd en de benzinemotor achteraan, wat resulteert in een laag zwaartepunt en een optimale 50:50 aslastverdeling.
Het voertuig werd onthuld op de Frankfurt Motor Show in 2011, gevolgd door CENTER 548 in New York, de 42e Tokyo Motor Show in 2011, het 82e Autosalon van Genève in 2012, de BMW i Born Electric Tour in het Palazzo delle Esposizioni in Rome en Auto Shanghai 2013.
De conceptauto werd gebruikt in de film Mission: Impossible - Ghost Protocol.

### BMW i8 Concept Spyder (2012)
De BMW i8 Concept Spyder, die werd ontworpen door Richard Kim, heeft een iets kortere wielbasis en totale lengte dan de BMW i8 Concept. De Life-module is vervaardigd uit koolstofvezel (CFRP), en de Drive-module bestaat hoofdzakelijk uit aluminiumcomponenten. De in elkaar grijpende vlakken en lijnen grijpen in elkaar in via de zogenaamde layering, waardoor een dynamisch zijbeeld gecreëerd wordt. De 8.8 inch (22,4 cm) display, de gebroken witte buitenlaag en de oranje lederen binnenbekleding werden aan het optiegamma toegevoegd.
Het voertuig beleefde zijn wereldpremière op het Beijing Auto Show in 2012 en won daarbij de Best Production Preview Vehicle Award. Vervolgens werd hij voorgesteld op het 83e Autosalon van Genève in 2013.

### BMW i8 Coupé prototype (2013)

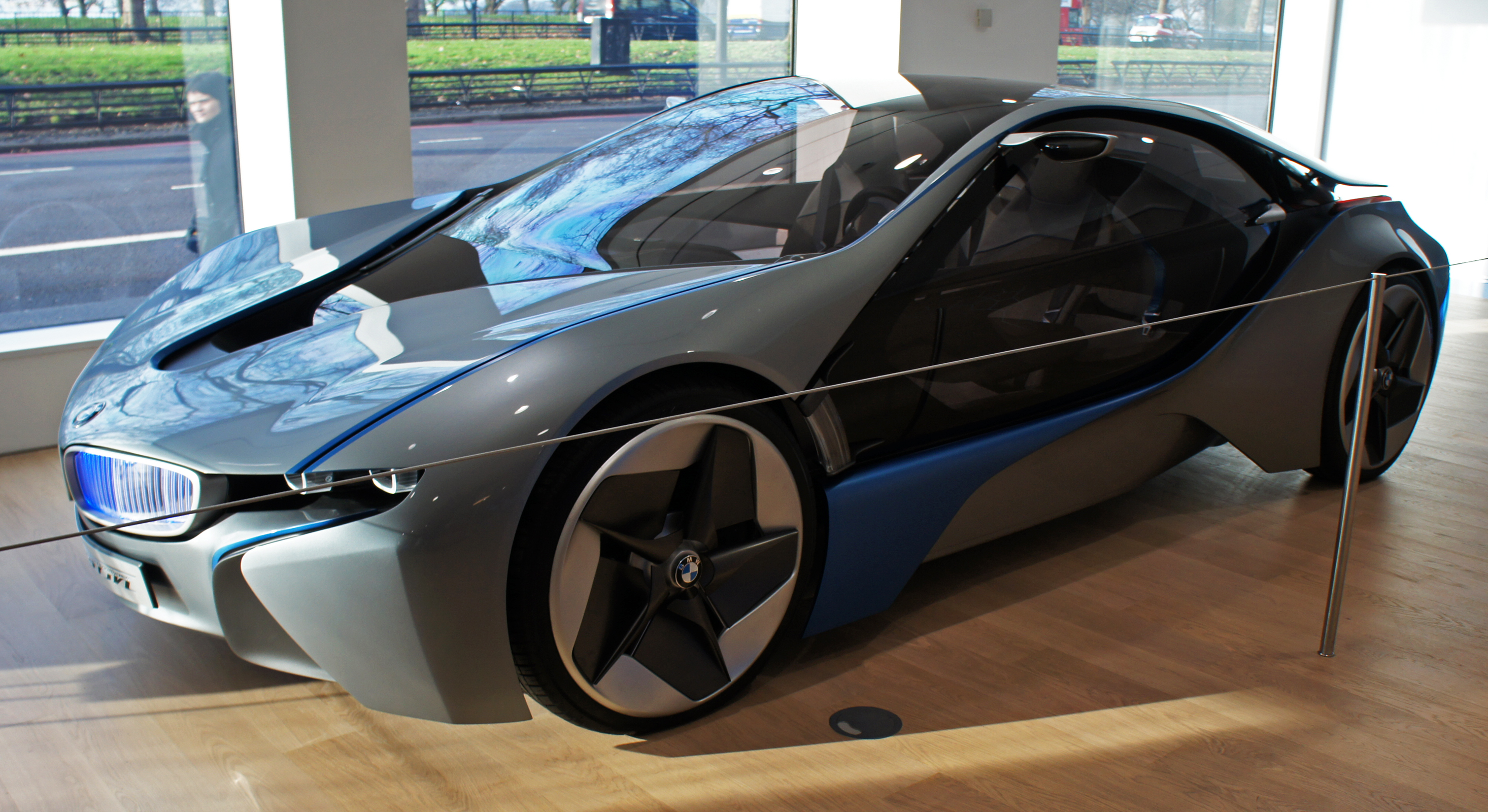
BMW Vision Efficient Dynamics tentoongesteld in de BMW i store in Park Lane, London.

#### Efficiëntie
De auto heeft een gemiddeld brandstofverbruik van minder dan 2,5 l/100 km in de New European Driving Cycle met een CO2-uitstoot van minder dan 49 g/km.

#### Aandrijving
Het plug-inhybridesysteem van de BMW i8 bevat een 1,5 liter BMW 3-cilinder TwinPower benzinemotor gecombineerd met de BMW eDrive-technologie die ook gebruikt wordt in de BMW i3 en ontwikkelt hiermee een maximumvermogen van 231 pk (170 kW). De BMW i8 is het eerste productiemodel van BMW dat aangedreven wordt door een 3-cilinder benzinemotor. Het daaruit resulterende specifiek vermogen van 154 pk (113 kW) per liter cilinderinhoud meet zich met gemak aan de motoren van high-performance sportwagens, en overtreft elke andere productiemotor van BMW.
De tweede energiebron van de BMW i8 is een hybride elektromotor speciaal voor het BMW i-gamma ontwikkeld en geproduceerd door de BMW Group. De elektromotor ontwikkelt een maximumvermogen van 131 pk (96 kW) en produceert al vanuit stilstand een maximumkoppel van 250 Nm. Typisch voor een elektromotor is het reactievermogen direct beschikbaar bij het starten en houdt aan tot in de hoogste toerentallen. Naast het aanbieden van een powerboost om de benzinemotor te ondersteunen bij het accelereren, kan de elektromotor de auto ook autonoom aandrijven. De topsnelheid in de elektrische modus bedraagt ongeveer 120 km/u, met een maximale actieradius tot 35 km. De lineaire versnelling wordt zelfs bij hogere snelheden aangehouden, aangezien de wisselwerking tussen de twee energiebronnen de onderbrekingen tijdens het schakelen op een efficiënte manier opvangt.
Hij gaat, gebruik makend van beide energiebronnen, van 0 tot 100 km/u in minder dan 4,4 seconden. De BMW i8 heeft een elektronisch begrensde topsnelheid van 250 km/u, dat kan behaald en behouden blijven wanneer het voertuig uitsluitend gebruikmaakt van de benzinemotor.

#### Opladen
De model-specifieke versie van de 7.2 lithium-ion hoogspanningsaccu heeft een vloeibaar koelsysteem en kan worden opgeladen via een conventioneel huishoudstopcontact, via een BMW i Wallbox of aan een openbaar laadstation. De accu kan worden opgeladen aan een gewoon huishoudstopcontact in ongeveer 2,5 uur, en via een snellaadkabel in ongeveer 1,5 uur.

#### Rijmodi
De bestuurder kan kiezen tussen verschillende rijmodi: SPORT, COMFORT en ECO PRO. Met behulp van de keuzehendel kan de bestuurder ofwel stand D selecteren voor automatisch schakelen, of overschakelen op de SPORT-modus.
De SPORT-modus maakt handmatig schakelen mogelijk, en biedt tegelijkertijd een sportieve rijstijl en ophanging. In deze modus leveren de benzine- en elektromotor samen optimale prestaties, reageert het gaspedaal sneller en wordt de powerboost van de elektromotor geoptimaliseerd. Tijdens de acceleratie- en remfasen zorgt de SPORT-modus voor een maximale energierecuperatie, waardoor de accu terug opgeladen wordt zodat er altijd voldoende energie beschikbaar is.
De Driving Experience Control-schakelaar op de middenconsole heeft de bestuurder de keuze tussen twee rijmodi. Bij het starten wordt de COMFORT-modus automatisch geactiveerd. Deze modus biedt een evenwicht tussen sportieve prestaties en een laag verbruik, met onbeperkte beschikbaarheid van alle comfortfuncties.
Als alternatief kan de ECO PRO-modus ingeschakeld worden die, zowel op de BMW i8 als op andere modellen, een energie-efficiënte rijstijl ondersteunt. In deze modus coördineert de aandrijfbesturing de samenwerking tussen de benzinemotor en de elektromotor voor een maximale brandstofbesparing. Bij het vertragen beslist het intelligente energiemanagementsysteem automatisch - rekening houdend met de rijomstandigheden en de voertuigstatus - om de remenergie te recupereren of de aandrijving te ontkoppelen. Tegelijkertijd regelt de ECO PRO-modus ook de comfortfuncties, zoals airco, zetelverwarming en verwarmde zijspiegels om een zo laag mogelijk verbruik, zonder afbreuk te doen aan de veiligheid.

#### Actieradius
Het volledige rijbereik van de BMW i8 met een volle brandstoftank en met volledig opgeladen accu bedraagt meer dan 500 km in COMFORT-modus. Dit kan verhoogd worden met 20% in de ECO PRO-modus, tot 600 km. De BMW i8 kan met de ECO PRO-modus ook uitsluitend worden aangedreven door de elektromotor. Enkel als de laadstatus van de accu beneden een bepaald niveau zakt wordt de interne verbrandingsmotor automatisch geactiveerd.

## Productie

### BMW i8 Coupé (2014-)
De productieversie van de BMW i8 Coupé werd ontworpen door Benoit Jacob. Deze versie werd aan het grote publiek voorgesteld tijdens de Frankfurt Motor Show in 2013, gevolgd door Les Voiles De Saint-Tropez in datzelfde jaar. Het voertuig werd begin 2014 op de markt gebracht, voor ca. €125.000.
Trivia: De BMW i8 staat op de tweede plaats in de categorie 'Supercars' in het jaarlijks gepubliceerde top 100-lijstje van de Britse tv-presentator en autoliefhebber Jeremy Clarkson, vooral bekend van het autoprogramma Top Gear.

#### Motor
| Model | Jaar  | Type/code                     | Vermogen, Koppel       |
| ----- | ----- | ----------------------------- | ---------------------- |
| i8    | 2014- | 3-cilinder Turbo-benzinemotor | 170 kW (231pk), 320 Nm |
| i8    | 2014- | Elektrosynchroonmotor         | 96 kW (131pk), 250 Nm  |
| i8    | 2014- | Gecombineerd                  | 266 kW (362pk), 570 Nm |

#### Transmissie
| Model | Jaar  | Type                                                                     |
| ----- | ----- | ------------------------------------------------------------------------ |
| i8    | 2014- | 6-trapsautomaat (verbrandingsmotor), 2-trapsautomaat (elektrische motor) |

### BMW i8 Spyder (2017)
De productieversie van de BMW i8 Spyder wordt eind 2016, begin 2017 verwacht. Op mechanisch vlak deelt de i8 Spyder zijn motor en aandrijving met de i8 Coupé, op stilistisch vlak zal deze identiek zijn aan de i8 Spyder Concept, maar met de stylingaspecten van het i8 Coupé productiemodel.

## Verkoop en afzetmarkt
BMW is van plan om de i8 te verkopen in ongeveer 50 landen, met naar verwachting de VS als grootste afzetmarkt.

#### Europa
In Europa zullen Duitsland, het Verenigd Koninkrijk, en Frankrijk naar verwachting de topmarkten uitmaken. De eerste leveringen worden verwacht in de tweede helft van 2014. BMW meldt alvast dat het volledige productiejaar 2014 van de i8 reeds uitverkocht is, dat liet althans Ian Robertson weten tegenover Reuters op de L.A. Autoshow.

#### VS
Prijzen voor de 2015 BMW i8 bestemd voor de Amerikaanse markt begint bij US $135.925 ( €103.000 of £86.800), inclusief bestemmings- en administratiekosten en voor toepassing van enige stimuleringsmaatregelen van de overheid. De leveringen zijn gepland om van start te gaan in het tweede kwartaal van 2014.

#### Japan
Op 14 november 2013 kondigde BMW aan orders aan te nemen voor de i8 in Japan. Prijzen beginnen bij ¥ 19.170.000 (US $191.500), inclusief de 8% verbruiksbelasting.

## Prijzen
- In juli 2011 won de BMW i8 Concept Spyder de Best Production Preview Vehicle van de 2012 North American Concept Vehicle of the Year Award.[30][31][32]
- Het design van de BMW i8 kon het Amerikaanse Automobile Magazine alvast bekoren, zij riepen hem uit tot 2014's Design of the Year.[46]

## Galerie

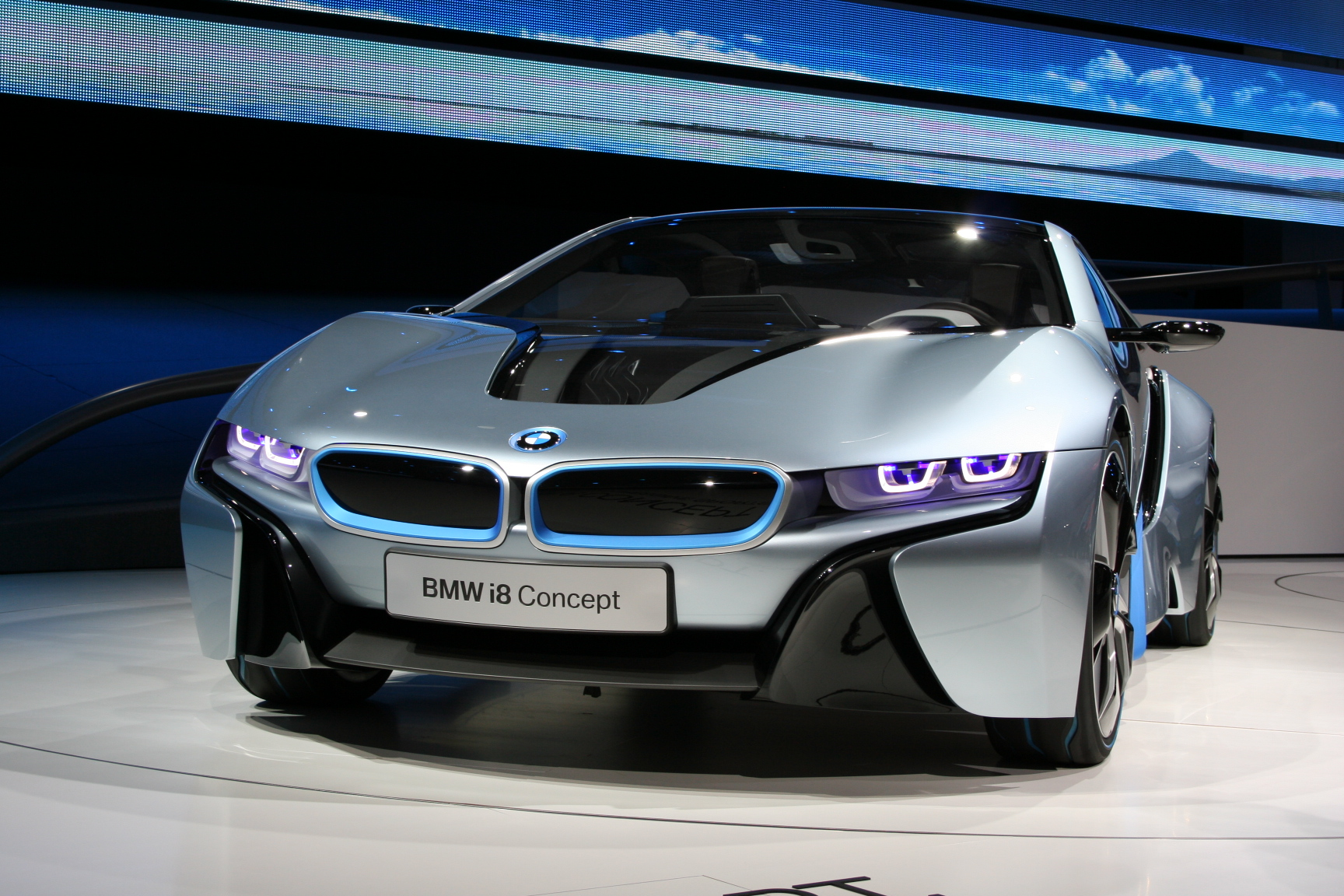
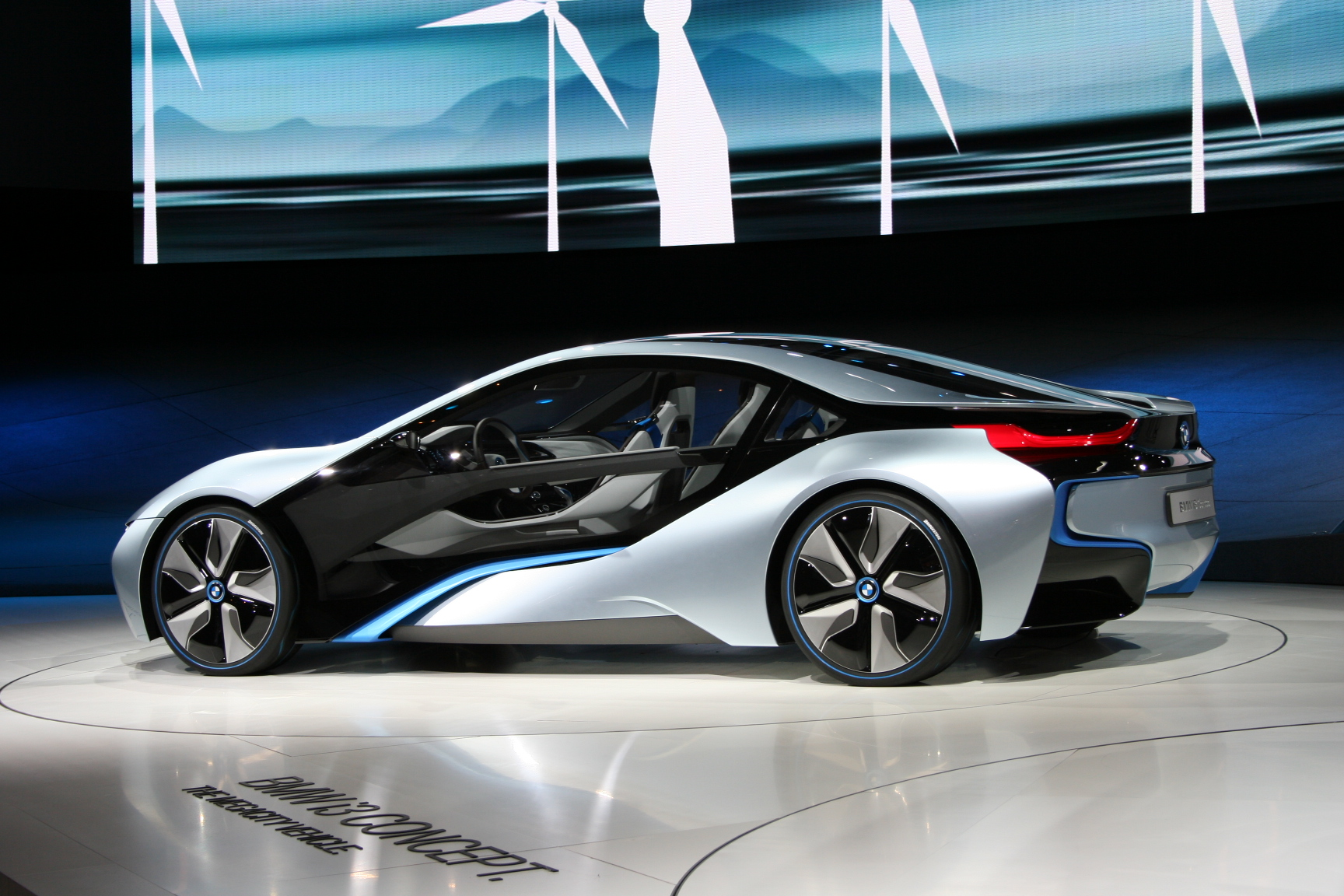
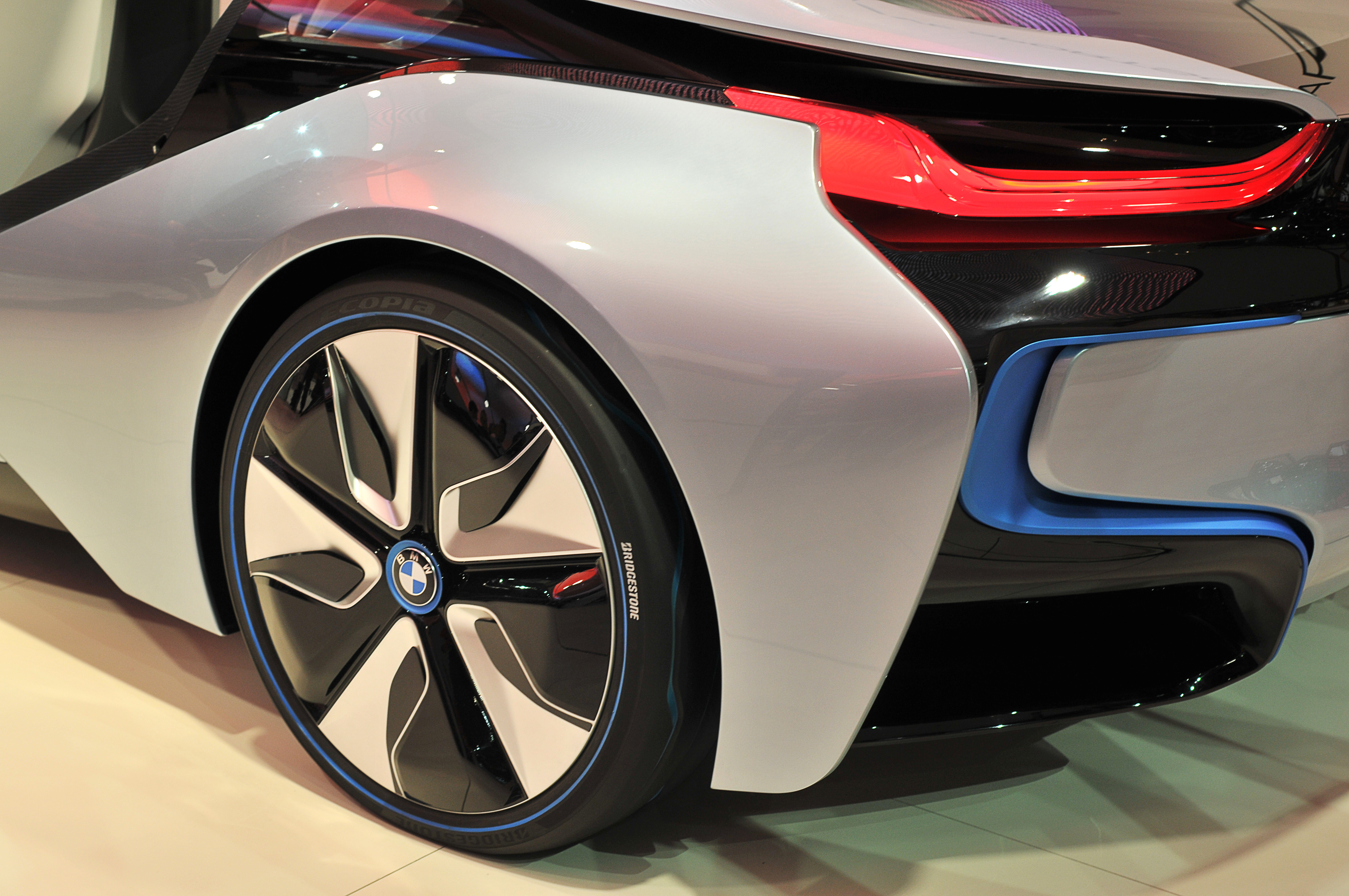
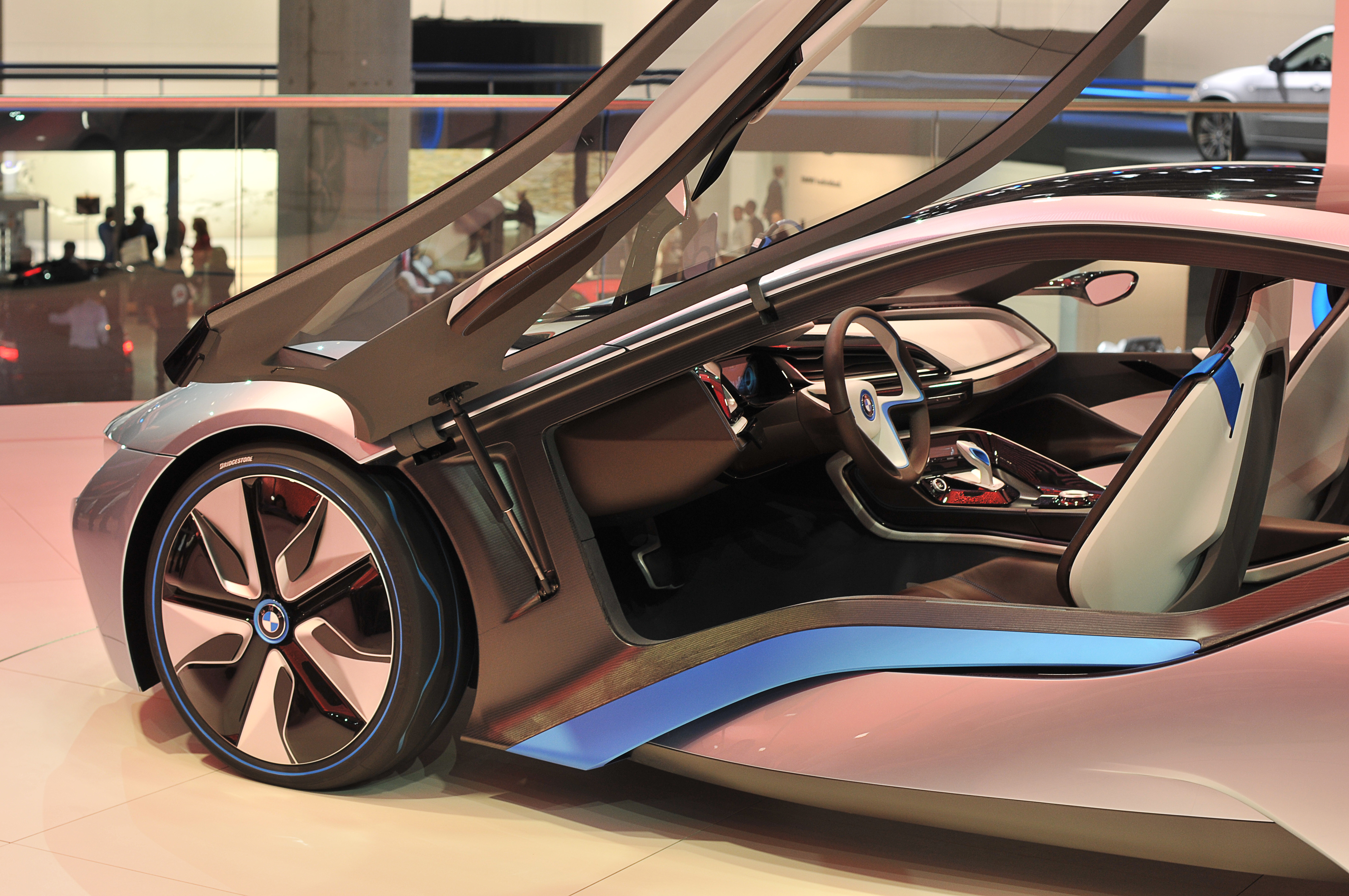
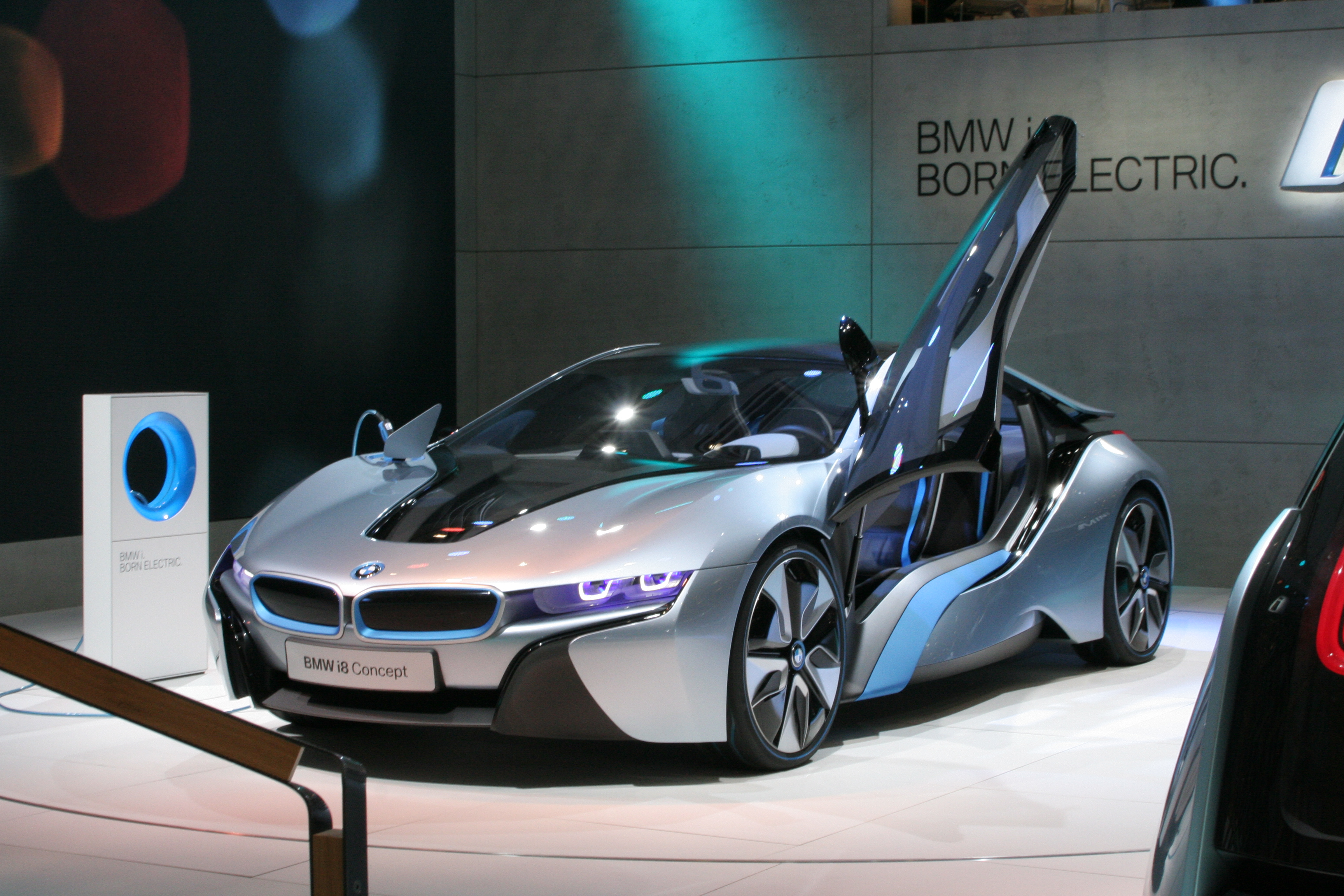
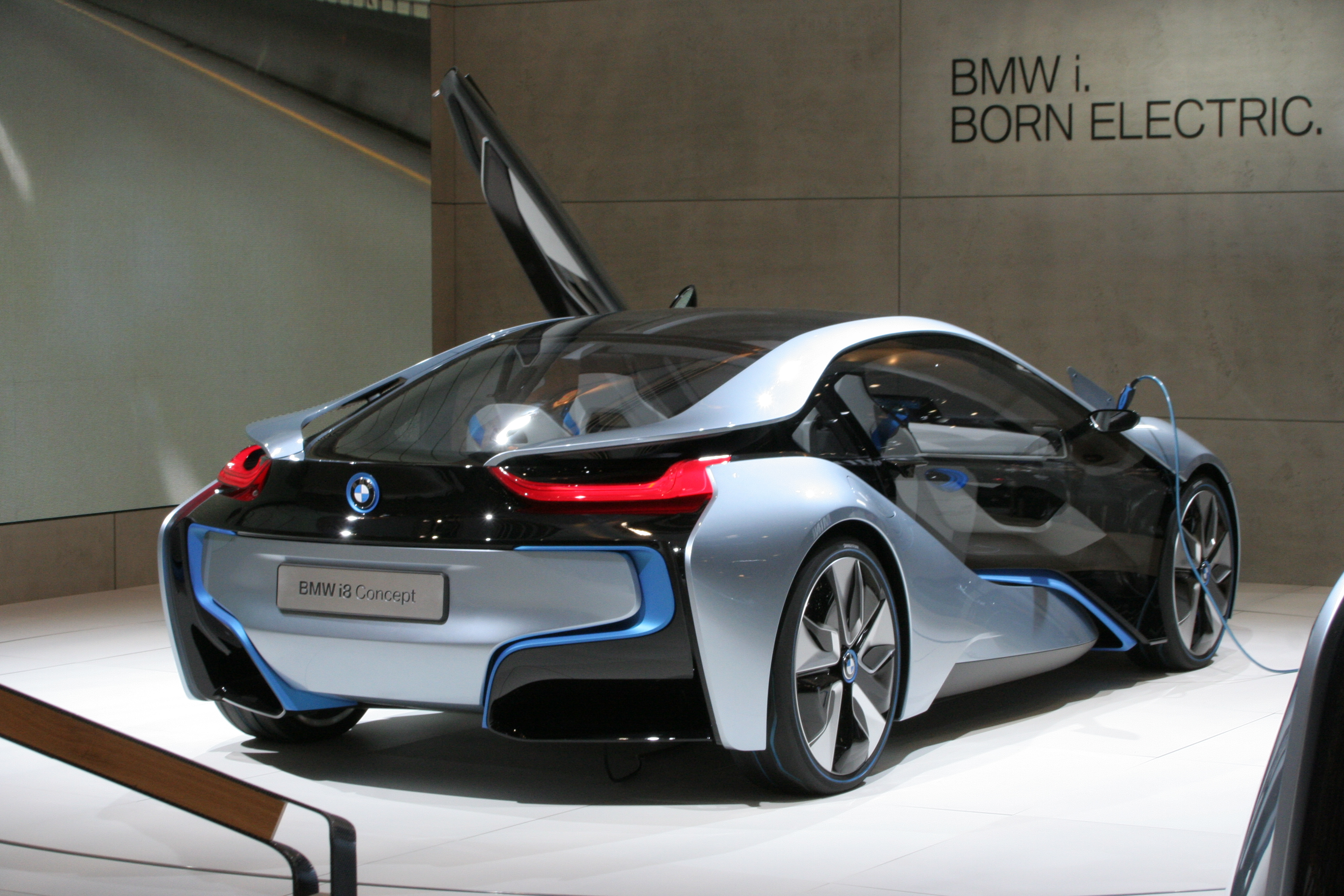